# Nikola Grubor
Nikola Grubor, srbski general, * 15. oktober 1903, † 1981

## Življenjepis
Pred vojno je bil častnik VKJ. Leta 1942 je vstopil v NOVJ in naslednje leto v KPJ. Med vojno je bil v štabih oz. bil poveljnik več enot.
Po vojni je nadaljeval vojaško kariero.